# Andreas von Fürstenberg

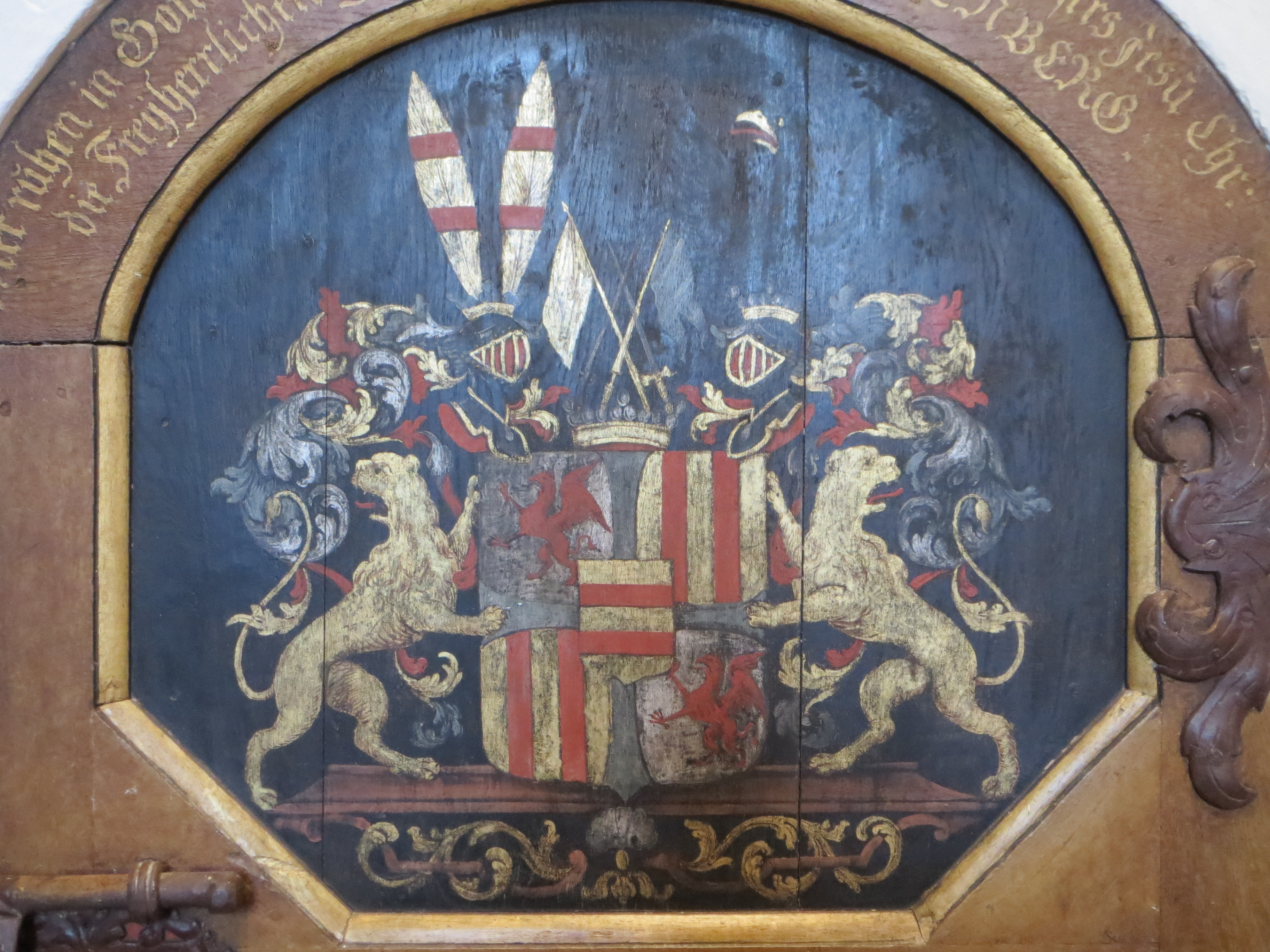
1731 verliehenes Wappen

Andreas von Fürstenberg, ab 1731 Freiherr von Fürstenberg (* 7. März 1663 in Litauen; † 11. Oktober 1738 auf Hohensee) war ein deutsch-baltischer Offizier in schwedischen Diensten, zuletzt Generalmajor, Landrat von Schwedisch-Vorpommern und Kurator der Universität Greifswald.

## Leben
Andreas von Fürstenberg stammte aus der kurländischen Linie, die ihrerseits im 16. Jahrhundert aus der Linie Büderich-Hörde des westfälischen Adelsgeschlechts von Fürstenberg hervorgegangen war, als Friedrich von Fürstenberg in Kurland das Gut Meddum (Medumu, Bezirk Daugavpils) erwarb. Sein Enkel Gotthard Heinrich (* um 1635; † nach 1708) besaß das Gut Laschmen-Pomusch an der Mūša in Litauen und war, so vermutet Friedrich von Klocke, der Vater von Andreas von Fürstenberg.
1683 trat er als Musketier in schwedische Militärdienste. Auch seine Brüder traten in militärische Dienste unterschiedlicher Mächte: Gotthard Wilhelm war kursächsischer Leutnant, Christian Ewald schwedischer Kapitän  Jakob Adolf holländischer Kornett, später Amtmann in Kurland, und Ernst Johann französischer Kapitän.
Er diente in verschiedenen Regimentern, wurde 1688 Leutnant, 1690 Kapitän, 1702 Major und 1707 Oberstleutnant im Königin-Witwe-Leibregiment. Am 28. Mai 1711 wurde er zum Oberst beim Gouverneur-Regiment in Wismar ernannt; am 30. Juni 1721 erfolgte seine Beförderung zum Generalmajor. Wenig später, am 10. Juli 1721, nahm er seinen Abschied.
Am 4. Februar 1699 belehnte ihn König Karl XII. mit dem von ihm erworbenen vorpommerschen Gut Groß Bünzow.
Nach 1711 war er neben seiner militärischen Tätigkeit zugleich Landrat und ab 1721 Kurator der Universität Greifswald. Mit Diplom vom 14. Juni 1731 wurde er in den schwedischen Freiherrnstand erhoben.
1702 heiratete er Sophia Elisabeth, geb. Sellius von Ehrenfels, Erbin von Gut Hohensee und Tochter des 1682 geadelten Diplomaten Heinrich Ernst Sellius von Ehrenfels († 1683) und seiner Frau Margaretha Catharina, geb. von Stijpman. Das Paar hatte fünf Kinder, darunter Wilhelm Burkhard von Fürstenberg († 1766), zuletzt kurpfälzischer Generalleutnant, Johann Gustav († 1761), zuletzt kurpfälzischer Oberst, und die Tochter Magdalena Euphemia (* um 1710), die Hohensee erbte und  hier am 17. Juli 1778 verstarb. Sie hatte 1738 Hans Gotthelf Adolf von Kirchbach (1708–1769) geheiratet. Da die Söhne, die bei der Landeshuldigung 1754 in Stralsund anwesend waren, sämtlich unverheiratet blieben, fielen die Güter Hohensee, Groß Bünzow, Klitschendorf und Pamitz (letztere drei heute Ortsteile von Klein Bünzow) an die beiden Söhne Magdalena Euphemias mit Hans von Kirchbach, Hans Julius (1739–1819) und Hans Gotthilf (1741–1805) von Kirchbach. Die Familie von Kirchbach besaß die Güter bis 1846.

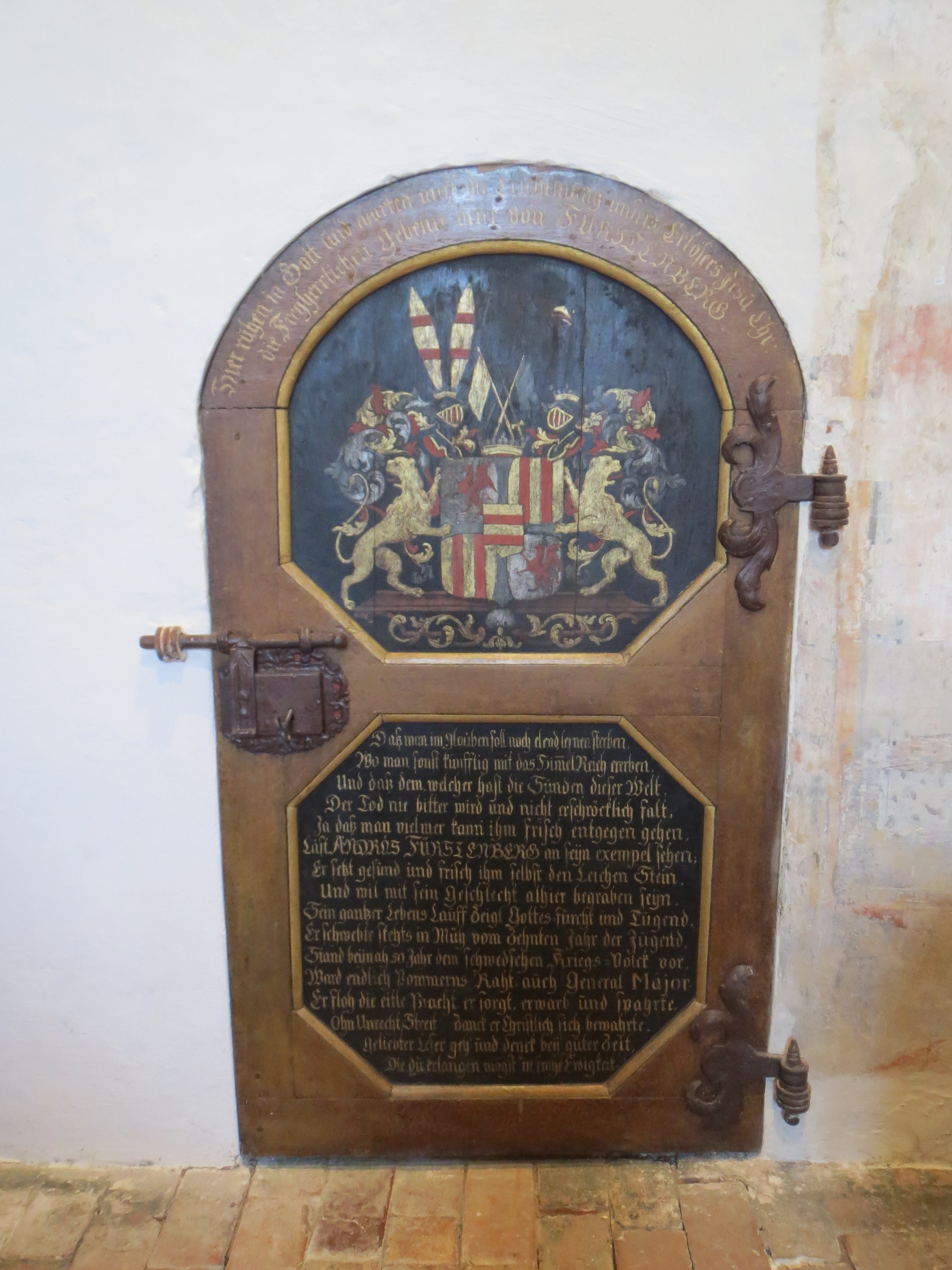
Tür zur Grabkapelle

Andreas von Fürstenberg ließ noch zu Lebzeiten 1735 für sich und seine Familie eine Grabkapelle errichteten. Sie ist ein Anbau der Kirche Groß Bünzow und ist bis heute erhalten. Die vom Chorraum der Kirche in die Grabkapelle führende Tür dient zugleich als sein Epitaph.